# Colt Canada C7

Colt Canada C7 (do roku 2005 Diemaco C7) je útočná puška, vzniklá modifikací pušky M16, vyráběná od roku 1982 kanadskou firmou Diemaco, později Colt Canada. Existuje také její zkrácená varianta označená C8, vyráběná od roku 1994.
Zbraň je používána ozbrojenými silami Kanady, Dánska a Nizozemska, speciálními jednotkami Norska (Forsvarets Spesialkommando - armádní  a Marinejegerkommandoen - námořní), a speciálními jednotkami Spojeného království.

## Fotogalerie

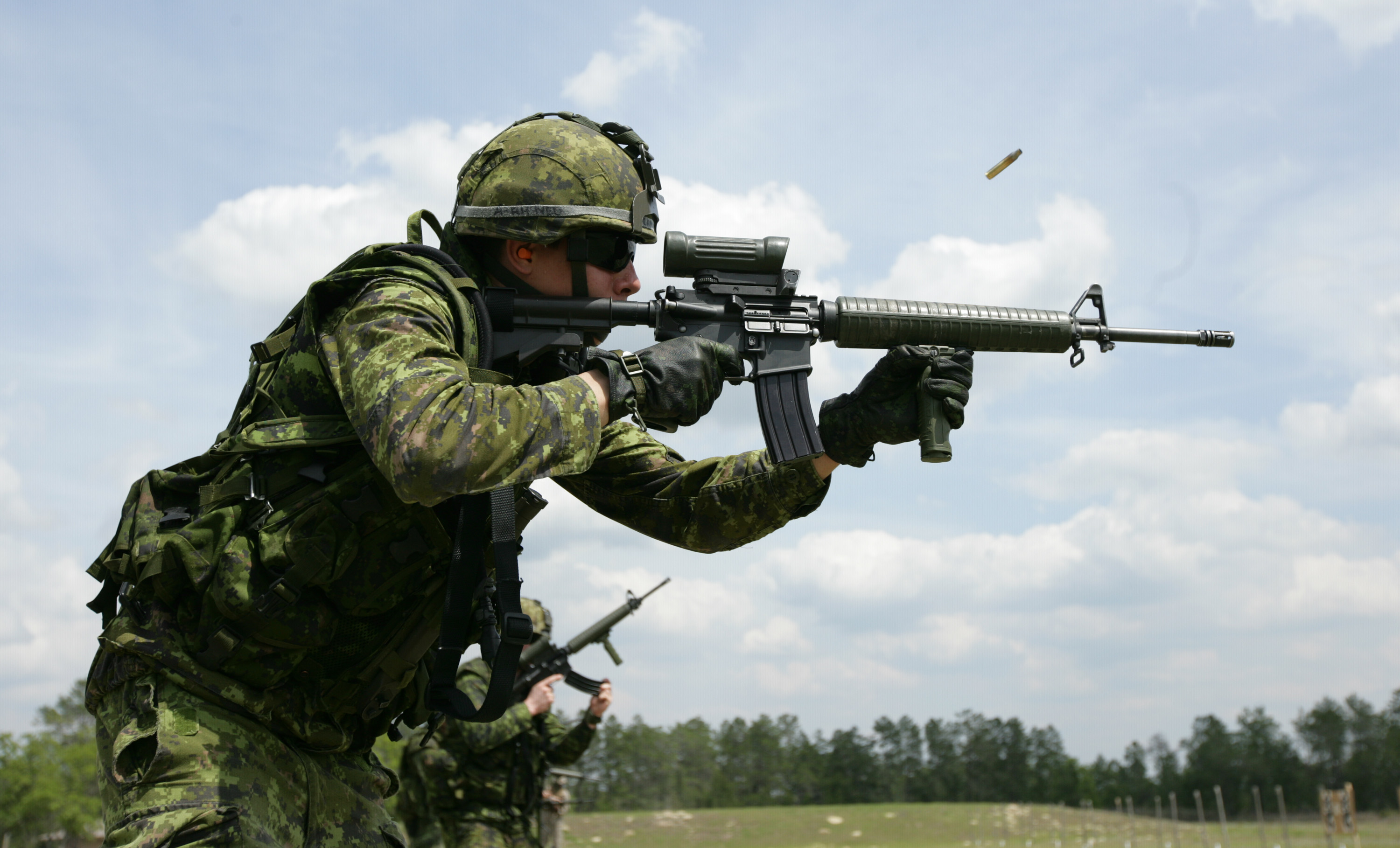
Kanadský voják s puškou C7A2
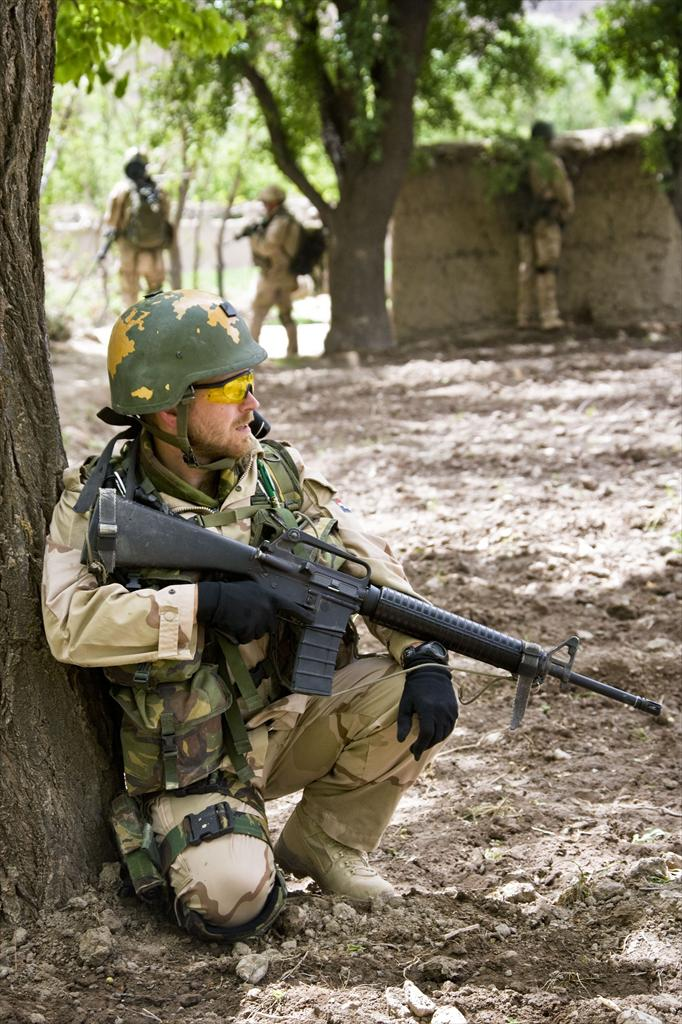
Nizozemský voják v Afghánistánu
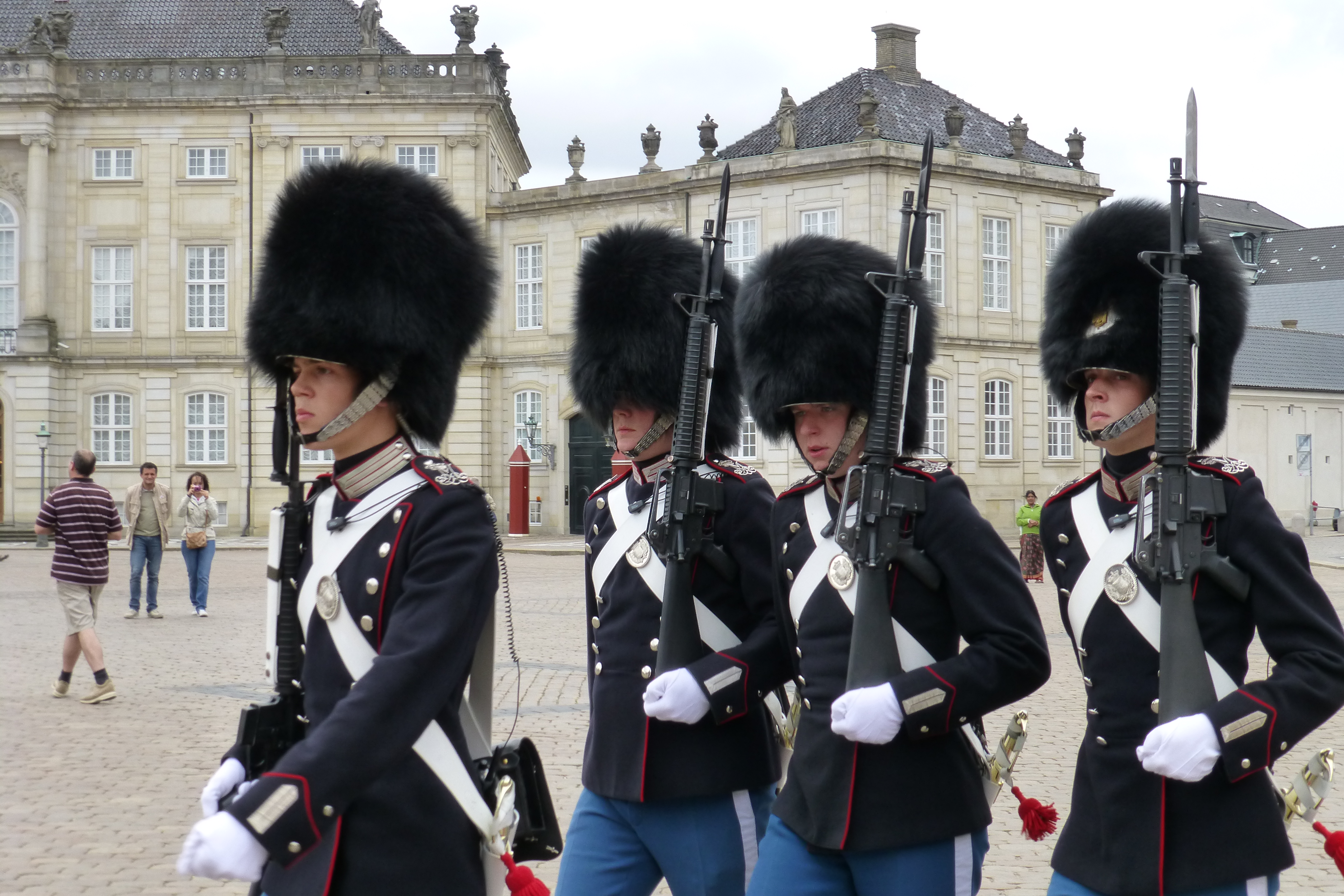
Dánská královská garda
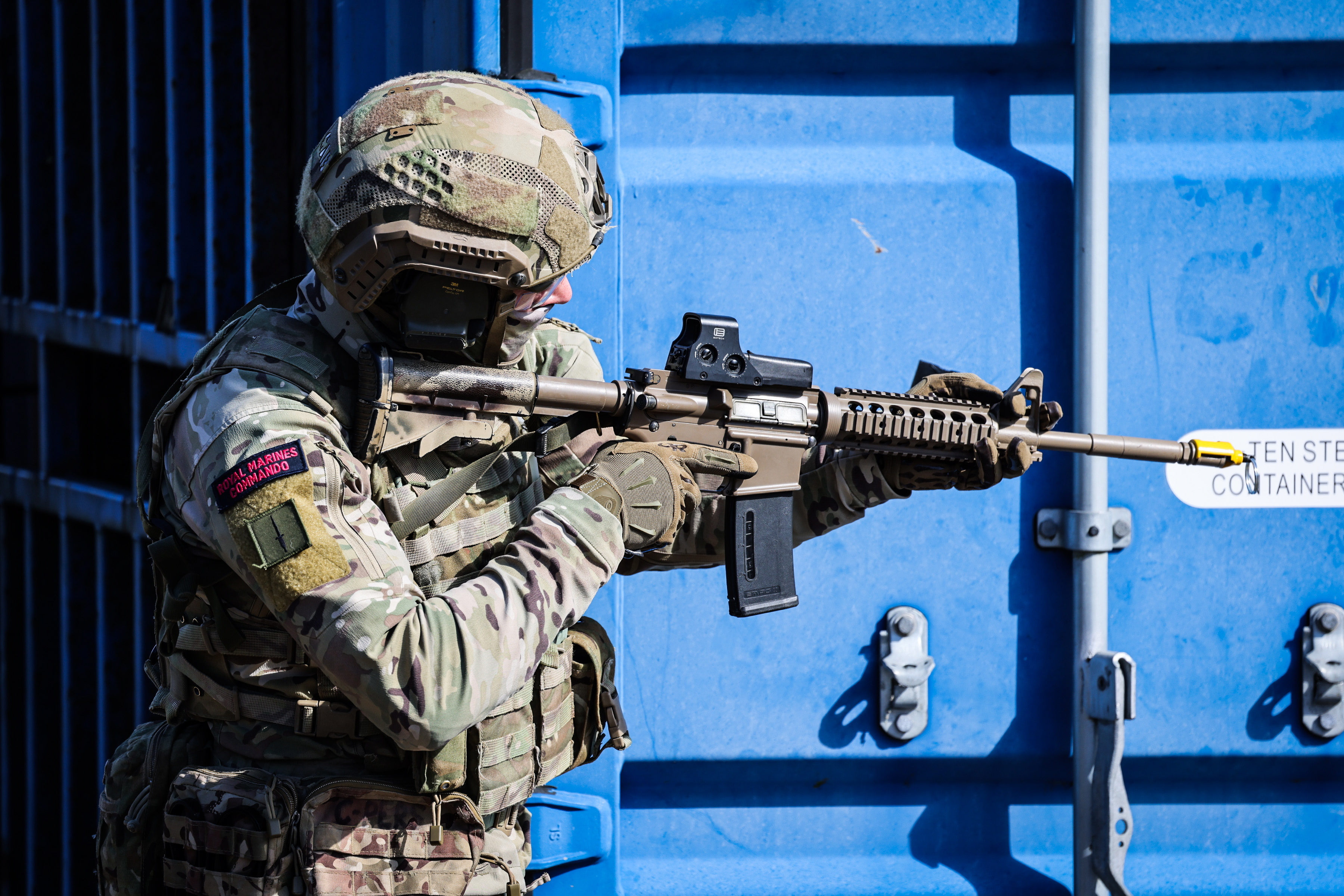
Příslušník britských Royal Marines s karabinou L119A1